# Şemsi Pacha
Şemsi Pacha, connu également sous le nom de Chamsi-Pasha (turc ottoman : شمسي أحمد پاشا; m. 5 mars 1580), était un noble ottoman distingué et beylerbey qui occupait plusieurs postes de haut rang, servant à divers étapes en tant que gouverneur général ottoman des pachaliks de Damas, d'Anatolie et de Roumélie,.

## Ascendance
Né à Bolu,, dans l'eyalet ottoman d'Anatolie, Şemsi Pacha était le fils de Mirza Mehmed Pacha, de la dynastie princière de Candaroğulları,, qui régnait dans la principauté d'Eflani, Kastamonu et Sinop, et un descendant de Şemseddin Yaman Candar Bey, fondateur éponyme et premier bey de la dynastie,,,.
Sa mère était Şahnisa Sultan de la dynastie impériale ottomane,,, fille aînée de Şehzade Abdullah, fils du sultan ottoman Bayézid II,,, ce qui fait de Şemsi Pasha l'arrière-petit-fils du sultan Mehmed II le Conquérant.

## Vie
Élevé dans la résidence impériale de l'époque, le palais de Topkapı, Şemsi Pacha a fréquenté l'école prestigieuse ottomane d'Enderûn, et dans la tradition familiale, a participé à diverses campagnes militaires ottomanes, notamment le Siège de Szigetvár en 1566 aux côtés de Soliman le Magnifique dans son rôle de Gouverneur générale de Roumélie, en plus de la conquête de plusieurs forteresses à travers l'Europe. Pendant le règne de Soliman Ier, Şemsi Pacha a servi comme beylerbey.
Largement renommé comme un chasseur de distinction, Şemsi Pacha a été nommé compagnon de chasse du sultan Mourad III.
Après son service, il chargea l'éminent architecte impérial ottoman Sinan de construire une mosquée et un complexe attenant près de son siège principal, le palais de Şemsi Pacha sur la rive du Bosphore à Constantinople. La mosquée de Şemsi Pacha est l'une des plus petites mosquées des œuvres de Sinan dans la ville, mais est l'une des plus connues en raison d'une combinaison de ses dimensions miniatures et de son emplacement au bord de l'eau. Elle est mentionnée comme un exemple majeur de l'habileté de Sinan à mélanger organiquement l'architecture avec le paysage naturel,.

## Comptes
- İbrahim Peçevi: « Juste et honnête »[10]
- Mehmed Süreyya (tr): « C'était un conseiller prudent et intelligent »[11]
- Müjdat Uluçam: « C’était un poète et un bon orateur. Les Padichahs appréciaient sa conversation et l'avaient toujours dans leurs assemblées. Il était également doué pour la chasse et le tir » [12]